# 부니아

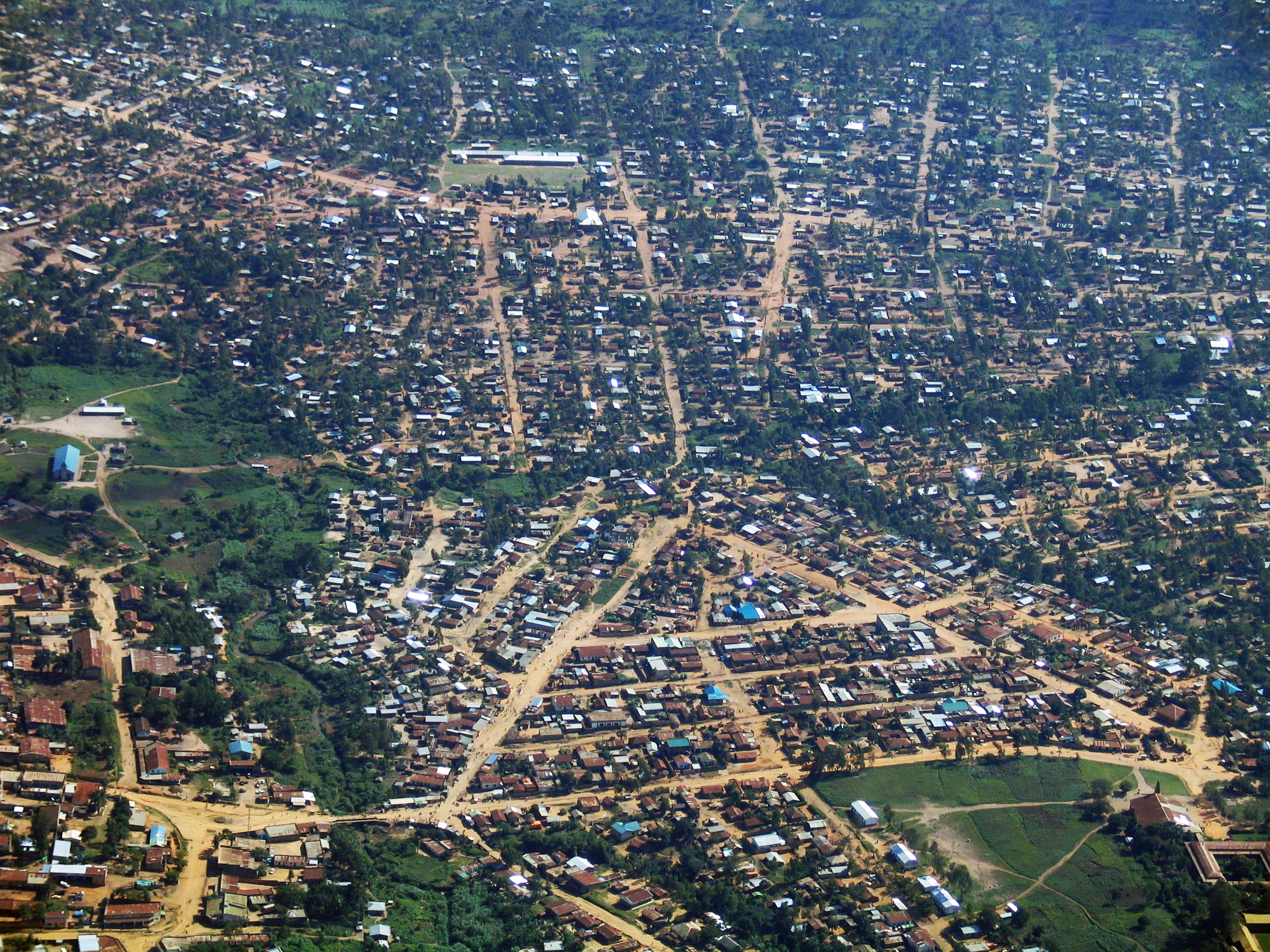
공중에서 냐카산자 지구를 향해 북쪽을 바라보고 있는 부니아

부니아(Bunia)는 콩고 민주 공화국(DRC) 이투리주의 주도이다. 해당 지방이 해체될 때까지 동부주 (콩고 민주 공화국)의 일부였다.
알베르틴 리프트의 앨버트호 (아프리카)에서 서쪽으로 약 30km 또는 19마일, 이투리 열대우림에서 동쪽으로 약 25km 또는 16마일 떨어진 고원의 해발 1,275m 또는 4,180피트에 위치해 있다.
이 도시는 렌두족과 헤마족 사이의 이투리 분쟁의 중심지이다. 제2차 콩고 전쟁에서 도시와 지역은 이 분쟁으로 인해 많은 전투와 많은 민간인 사망 현장이었으며, 민병대와 우간다 기반 군대 간의 충돌도 있었다. 결과적으로, 이 도시는 아프리카에서 가장 큰 유엔 평화유지군 중 하나의 기지이자 콩고민주공화국 북동쪽에 본부가 있다. 이 지역의 천연자원으로는 민병대와 외국군이 싸우고 있는 금광이 있다.

## 기후
| Bunia의 기후             | Bunia의 기후 | Bunia의 기후 | Bunia의 기후 | Bunia의 기후  | Bunia의 기후  | Bunia의 기후  | Bunia의 기후  | Bunia의 기후  | Bunia의 기후 | Bunia의 기후  | Bunia의 기후  | Bunia의 기후 | Bunia의 기후    |
| 월                       | 1월          | 2월          | 3월          | 4월           | 5월           | 6월           | 7월           | 8월           | 9월          | 10월          | 11월          | 12월         | 연간            |
| ------------------------ | ------------ | ------------ | ------------ | ------------- | ------------- | ------------- | ------------- | ------------- | ------------ | ------------- | ------------- | ------------ | --------------- |
| 일평균 최고 기온 °C (°F) | 29.4 (84.9)  | 28.9 (84.0)  | 28.9 (84.0)  | 28.3 (82.9)   | 27.2 (81.0)   | 26.1 (79.0)   | 25.6 (78.1)   | 26.1 (79.0)   | 27.2 (81.0)  | 27.2 (81.0)   | 27.2 (81.0)   | 28.3 (82.9)  | 27.5 (81.5)     |
| 일일 평균 기온 °C (°F)   | 22.8 (73.0)  | 22.8 (73.0)  | 22.8 (73.0)  | 22.8 (73.0)   | 22.2 (72.0)   | 20.8 (69.4)   | 20.6 (69.1)   | 20.6 (69.1)   | 21.1 (70.0)  | 21.4 (70.5)   | 21.1 (70.0)   | 22.0 (71.6)  | 21.8 (71.2)     |
| 일평균 최저 기온 °C (°F) | 16.1 (61.0)  | 16.7 (62.1)  | 16.7 (62.1)  | 17.2 (63.0)   | 17.2 (63.0)   | 15.6 (60.1)   | 15.6 (60.1)   | 15.0 (59.0)   | 15.0 (59.0)  | 15.6 (60.1)   | 15.0 (59.0)   | 15.6 (60.1)  | 15.9 (60.6)     |
| 평균 강우량 mm (인치)    | 139.7 (5.50) | 172.7 (6.80) | 238.8 (9.40) | 269.3 (10.60) | 317.5 (12.50) | 266.7 (10.50) | 309.9 (12.20) | 393.7 (15.50) | 243.8 (9.60) | 274.3 (10.80) | 304.8 (12.00) | 165.1 (6.50) | 3,096.3 (121.9) |
| 출처:                    |              |              |              |               |               |               |               |               |              |               |               |              |                 |